# Monoral
Monoral (モノラル), également stylisé MONORAL, est un groupe japonais de rock. Le groupe, formé en 1999, comprend le duo Anis Shimada et Ali Morizumi.

## Biographie

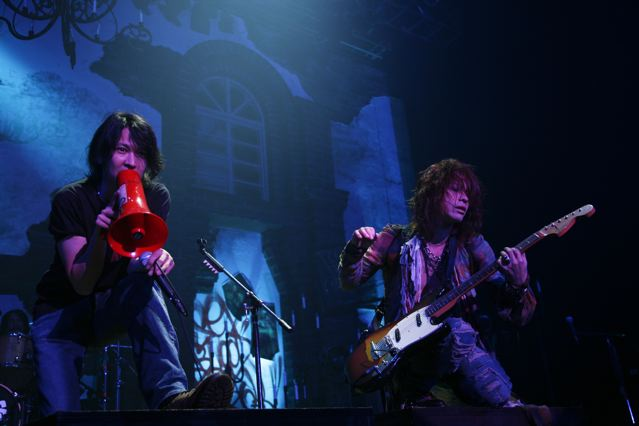
Monoral en concert, ici avec Hyde.

Anis et Ali se rencontrent en 1999 sur MTV Japan, où ils sont tous deux vidéo-jockeys. Ils décident de fonder leur propre groupe.
Le 5 juillet 2001, ils participent au Fuji Rock Festival. Leur chanson Goodbye arrivera première au classement Inter FM. Cette même année, ils organisent le Halloween Party, qui sera reconduit chaque année depuis, avec de nombreuses célébrités en tête d'affiche, tels que Olivia, High and Mighty Color, Mika Nakashima et Hyde. Le 7 juillet 2001 sort leur premier mini-album, In Stereo. En mai 2003, ils participent au Bubble festival de Sons of All Pussys, où ils partagent la scène avec Soap et Hyde (entre autres). Leur deuxième mini-album, Ammonite, sort le 24 mars 2004. Le laps de temps entre les deux albums aura permis une longue période de concerts. Le premier album complet sortira le 13 juillet 2005, et portera le titre de Petrol.
Leur entrée en Major se fera sous Haunted Records, le label de Hyde, avec leur single Vision in My Head, le 2 novembre 2005. Le 15 août 2006, ils sont invités à participer au festival Summer Supersonic, avec Hyde, Linkin Park, Zebrahead, Doping Panda, et Boom Boom Satellites. Toujours en 2006, le groupe joue Kiri, qui deviendra le générique de début de l'anime Ergo Proxy. Leur deuxième album (et le premier en Major, toujours avec Haunted Records) se nomme Turbulences et est sorti le 4 juillet 2007.
En 2008, ils participent au Tabanaka Festival de Shibuya à Tokyo, ou Ken (l'arc-en-ciel) fera une apparition pour la reprise de Helter Setler des Beatles, a leur côtés.
La même année, du 4 août au 16 octobre, se déroule leur tournée Circus Tour 2008, qui regroupe six dates, et en parallèle, du 3 août au 10 octobre, le Rose Night se fera en trois dates à Sendai, Nagoya et Osaka, avec les artistes du label Vamprose tels qu'Anna Tsuchiya et Tsubakia Shijusou. Ils assurent également l'ouverture des lives du Vamps Tour, pour six dates au ZEPP de Tokyo. Le 26 octobre 2008, ils sont à la Halloween Party 2008 de Shibuya et le 30 et 31 au ZEPP pour le Nightmare of Halloween avec Vamps. Leur troisième album, Via (cette fois sous le nouveau label de Hyde, Vamprose, passé en indépendant) est sorti le 29 octobre 2008. À la fin 2008, ils feront une tournée en Amérique latine. Au début de 2009, se déroule le Via Japan Tour. Viendra ensuite le Via Europe, avec notamment, deux dates françaises. En 2013, ils jouent de nouveau à la Halloween Party.

## Membres
- Anis (Shimada Anis) - chant, guitare. Né le 23 février 1975 de père japonais et de mère marocaine, Anis débute la musique avec le groupe Belt. Avant sa carrière avec Monoral, Anis était mannequin. Il parle couramment l'anglais, le français, l'arabe ainsi que le japonais. C'est en travaillant sur MTV Japan qu'il rencontre Ali[3].
- Ali (Morizumi Ali) - basse, guitare. Ali est né à Tokyo le 7 février 1973. Élevé à Tokyo, il n'en reste pas moins américano-japonais, parlant couramment les deux langues. En dehors de Monoral, il était également le bassiste du groupe Bloom Underground (plus depuis ce printemps).